# Cedar Rapids River Raiders
I Cedar Rapids River Raiders sono stati una franchigia di pallacanestro della USBL, con sede a Cedar Rapids nell'Iowa, attivi nel 2004.
Disputarono la stagione USBL 2004, che terminarono con un record di 17-13. Nei play-off uscirono ai quarti di finale contro i Pennsylvania ValleyDawgs.

## Stagioni
| Stagione | Lega | Denominazione              | V  | P  | %    | Piazzamento | Play-off         |
| -------- | ---- | -------------------------- | -- | -- | ---- | ----------- | ---------------- |
| 2004     | USBL | Cedar Rapids River Raiders | 17 | 13 | 56,7 | 3º          | Quarti di finale |